# 고질라 X 콩: 슈퍼노바
"고질라 X 콩: 슈퍼노바"(영어: Godzilla x Kong: Supernova)는 2027년 개봉 예정인 미국의 괴물 영화이다. 그랜트 스푸토어가 감독을 맡았으며, 2024년 영화 《고질라 X 콩: 뉴 엠파이어》의 속편이자 몬스터버스 프랜차이즈의 여섯 번째 영화이다.